# Jack Woolley
Jack Woolley, född 23 september 1998, är en irländsk taekwondoutövare. 

## Karriär
Vid olympiska sommarspelen 2020 i Tokyo tävlade Woolley i flugvikt, där han blev utslagen i den första omgången av argentinske Lucas Guzmán.
I maj 2022 vid EM i Manchester tog Woolley silver i 58 kg-klassen efter en finalförlust mot franske Cyrian Ravet. I juni 2023 vid europeiska spelen i Kraków-Małopolska tog han silver i 58 kg-klassen efter en finalförlust mot spanske Adrián Vicente.